# Paul Niedermann

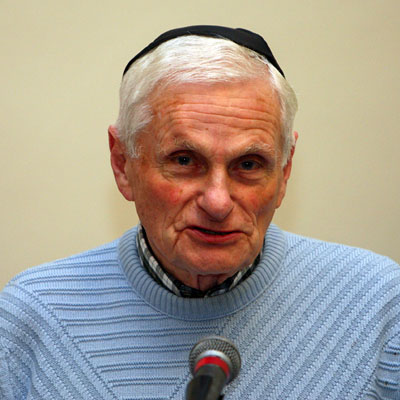
Paul Niedermann (2008)

Paul Niedermann (* 1. November 1927 in Sindolsheim; † 8. Dezember 2018 in Bry-sur-Marne) war als Überlebender des Holocaust ein deutscher Zeitzeuge der nationalsozialistischen Judenverfolgung in Deutschland und Frankreich. Er lebte nach dem Ende des Zweiten Weltkriegs in Frankreich.

## Leben
Am 22. Oktober 1940 wurde Niedermann als knapp Dreizehnjähriger mit seinen Familienangehörigen – Eltern, Großvater und dem vier Jahre jüngeren Bruder Arnold – im Rahmen der sogenannten Wagner-Bürckel-Aktion vom Wohnort Karlsruhe aus in das südfranzösische Internierungslager Gurs deportiert. Nach acht Monaten wurde er in das Lager Rivesaltes am Mittelmeer verlegt.

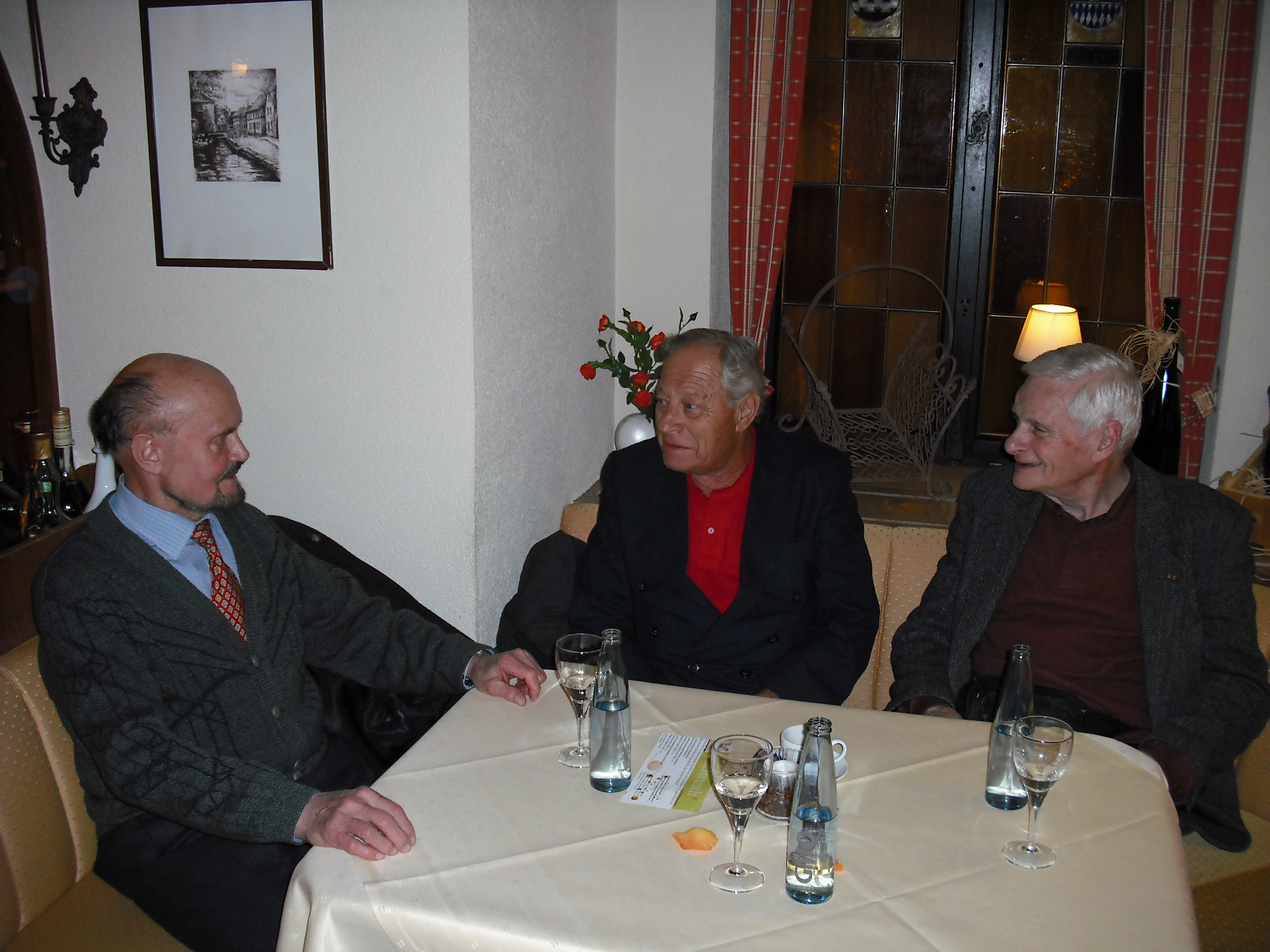
2009 beim Treffen in Dirmstein (von links): Arthur Maurer, David Hirsch und Paul Niedermann

1942 gelang ihm gemeinsam mit seinem Bruder Arnold die Flucht, die durch die jüdische Untergrundorganisation Œuvre de secours aux enfants (OSE) organisiert worden war. Zusammen mit anderen jüdischen Kindern, zu denen auch David Hirsch aus Dirmstein (1928–2019) gehörte, wurden die Brüder Niedermann in der Folgezeit an verschiedenen Orten in Frankreich versteckt, unter anderem im illegalen Kinderheim von Izieu (Kinder von Izieu). Arnold Niedermann konnte von der OSE über Portugal nach Baltimore (USA) zur Schwester der Mutter geschleust werden. Paul Niedermann wurde, wie auch seine Schulfreundin Hanna Meyer-Moses (1927–2024), Ende 1943 mit weiteren jüdischen Kindern über die Schweizer Grenze in Sicherheit gebracht.
Mit Ausnahme der beiden Brüder fielen alle anderen verschleppten Familienmitglieder dem Holocaust zum Opfer. Die Eltern wurden 1942 quer durch Europa in Vernichtungslager transportiert; der Vater starb im KZ Majdanek, die Mutter in Auschwitz. Der Großvater war bereits vorher in Gurs gestorben.
Nach dem Zweiten Weltkrieg ließ sich Paul Niedermann in Frankreich nieder. Er verbrachte sein Arbeitsleben, unter anderem als Journalist und Fotograf, in Paris, wo er auch im Ruhestand wohnte. Sein Bruder lebte in den USA und starb 2000 in Los Angeles.
Mit seinem Leidens- und Fluchtgefährten David Hirsch (1928–2019) traf Niedermann öfter zusammen, so auch am 25. März 2009 in Dirmstein. Damals war Hirsch als einziger noch Lebender von den deportierten Juden des Ortes aus Argentinien angereist, um an der Stolpersteinverlegung für seine Familie teilzunehmen.

## Bedeutung als Zeitzeuge
Bei seiner Aussage als Zeuge im Prozess gegen Klaus Barbie, der 1987 in Lyon wegen Kriegsverbrechen in Frankreich vor Gericht stand, sah sich Niedermann zum ersten Mal öffentlich mit seiner eigenen Geschichte konfrontiert. 1988 weilte er auf Einladung der Stadtverwaltung erstmals wieder offiziell in Karlsruhe, wo er über seine Erlebnisse berichtete. Seitdem wurde er deutschlandweit immer wieder zu Vorträgen eingeladen. Die Schilderungen seiner persönlichen Erfahrungen waren anschaulich und eindringlich, er sprach zwei bis drei Stunden frei ohne schriftliche Aufzeichnungen.
Neben seiner Vortragstätigkeit nahm er auch aktiv an Führungen im Lager Gurs teil. Besonders der Dialog mit Jugendlichen lag ihm am Herzen. Mit seinem Engagement wollte Niedermann bewirken, dass die Vergangenheit und die Schoah nicht aus dem öffentlichen und privaten Bewusstsein verschwinden. Deshalb betonte er in seinen Vorträgen:

„Solange ich noch lebe, kann ich gegen Ungerechtigkeit und Vergessen schreien. Aber wenn ich nicht mehr da bin und meine Generation, dann liegt es an euch aufzuschreien.“

## Ehrungen
- 2006: Ludwig-Marum-Preis des SPD-Stadtverbands Karlsruhe
- 2006: Hermann-Maas-Medaille der evangelischen Kirchengemeinden Gengenbach und Heidelberg
- 2007: Verdienstkreuz am Bande des Verdienstordens der Bundesrepublik Deutschland
- 2013: Ehrenmedaille der Stadt Karlsruhe